# Tettigonia hispanica
Tettigonia hispanica är en insektsart som beskrevs av Bolívar, I. 1893. Tettigonia hispanica ingår i släktet Tettigonia och familjen vårtbitare. Inga underarter finns listade i Catalogue of Life.